# Themerastis celaena
Themerastis celaena är en fjärilsart som beskrevs av Turner 1903. Themerastis celaena ingår i släktet Themerastis och familjen tandspinnare. Inga underarter finns listade i Catalogue of Life.